# The Noisy Six
Pour plus de détails, voir Fiche technique et Distribution.
The Noisy Six est un film muet américain réalisé par Colin Campbell et sorti en 1913.

## Fiche technique
- Réalisation : Colin Campbell
- Scénario : O.H. Nelson
- Production : William Nicholas Selig
- Date de sortie : États-Unis : 23 mai 1913

## Distribution
- Tom Mix
- Betty Harte
- Roy Clark
- Bessie Eyton
- Lillian Hayward
- Frank Clark
- Old Blue, le cheval de Tom Mix